# Nurgaram
Nurgaram är ett distrikt i Afghanistan. Det ligger i provinsen Nurestan, i den nordöstra delen av landet, 130 km nordost om huvudstaden Kabul.
Distriktet beräknades år 2022 ha cirka 38 000 invånare.